# Madou Diabaté
Pour les articles homonymes, voir Diabaté.
Mamadou Diabaté dit Madou Diabaté, mort le 2 juillet 2012 à 52 ans, est un artiste sénégalais, pianiste, acteur, auteur-compositeur et interprète.
D'abord batteur de l’Orchestre national du Sénégal à sa création, il est lauréat de piano du Conservatoire de musique de l’Ecole nationale des arts de Dakar. Il retrouve l'orchestre à l'issue de ses études, prenant la place de son frère, le pianiste Abdoulaye Diabaté,. 
Au début des années 1990, il entame une carrière solo et enregistre deux ans plus tard son unique album, Madame Johnson, avec son premier titre du même nom qui est un des plus grands succès de la musique sénégalaise des années 1990. 
Également compositeur, il signe les bandes originales des films de Moussa Sène Absa : Ken Bugul (1990), Ça twiste à Popenguine (1993), Tableau Ferraille (1995) et Madame Brouette (2002), pour lequel il obtient l’Ours d'argent de la meilleure musique de film au Festival de Berlin de 2003. Il travaille également avec la réalisatrice Laurence Attali, pour sa Trilogie des amours, comme compositeur pour Même le vent et Le Déchaussé, et comme acteur dans Baobab.
Il intègre deux années l'orchestre de Youssou Ndour, le Super Etoile, et participé à l'enregistrement de certains de ses disques. Puis, à partir de 2010, il collabore avec Fallou Dieng pour son concept de Fallou Folk, comme arrangeur en version folk des compositions du chanteur.